# Teatr Osa w Łodzi
Teatr Literacko-Artystyczny Osa – teatr istniejący w latach 1947-1952 w Łodzi

## Historia
Teatr powstał jesienią 1947 roku w Łodzi. Jego pierwszą siedzibą był Hotel Manteufla przy ul. Zachodniej, natomiast w 1948 roku zespół przeniósł się do pomieszczeń łódzkiego Grand Hotelu, gdzie działał do zakończenia swej aktywności w 1952 roku. Teatr miał początkowo profil kabaretu, z czasem zaczęto w nim wystawiać również sztuki teatralne.
Dyrektorem naczelnym i artystycznym zespołu był Henryk Szwajcer (wg niektórych źródeł teatrowi szefował Tadeusz Sutt), natomiast kierownikiem literackim był Grzegorz Timofiejew.

## Zespół
- Wacław Brzeziński
- Helena Buczyńska
- Helena Grossówna
- Wanda Jakubińska
- Zofia Jamry
- Feliks Kalinowski
- Bolesław Kamiński
- Zofia Karpińska
- Bogusław Kornblit-Marlen
- Włodzimierz Kwaskowski
- Wincenty Łoskot
- Zygmunt Łuczak
- Zdzisława Młodnicka
- Artur Młodnicki
- Lech Redo
- Helena Sadzyńska-Kamińska
- Lena Wilczyńska

## Premiery
- 1947
  - Pierwsze żądła (spektakl kabaretowy) - reż. Marian Stępień
- 1948
  - Coś się zaczyna... (spektakl kabaretowy) - reż. Tadeusz Sutt
  - Wiosenny bieg (spektakl kabaretowy) - reż. Adolf Dymsza
  - Robert Stolz Pepina - reż. Włodzimierz Kwaskowski
  - Julian Tuwim Porwanie Sabinek - reż. Helena Gruszecka
- 1949
  - Maciej Słomczyński Rycerz "szalony" - reż. Lidia Zamkow
  - Aleksandr Galicz, Konstantin Isajew Wzywa was Tajmyr - reż. Maria Kaniewska
  - Władysław Krzemiński Romans z wodewilu